# Allumage (moteur)
Pour les articles homonymes, voir Allumage.
 (avril 2015).
Si vous disposez d'ouvrages ou d'articles de référence ou si vous connaissez des sites web de qualité traitant du thème abordé ici, merci de compléter l'article en donnant les références utiles à sa vérifiabilité et en les liant à la section « Notes et références ».

Schéma récapitulatif du système d'allumage avec rupteur et distributeur mécanique.

L'allumage d'un moteur à allumage commandé (dit communément « moteur à essence ») est le mécanisme amorçant la combustion du mélange gazeux comprimé, présent dans la chambre de combustion de chaque cylindre.

## Description du phénomène
Pour s'enflammer, le mélange gazeux carburant-air admis dans la chambre de combustion doit subir une élévation de température permettant de porter une partie de sa masse au-dessus de son point d'inflammation. Dans la majeure partie des applications, le carburant est pulvérisé puis vaporisé par un système préalable (injecteur(s) ou carburateur(s)). Le mélange admis dans les cylindres a alors une température d'inflammation d'environ 400 °C.
Sur les premiers moteurs, on utilisait une lame de platine chauffée « à rouge » par un brûleur. Sur les moteurs modernes, on utilise un éclateur électrique, appelé bougie d'allumage, qui amorce par une étincelle électrique l’inflammation de la masse gazeuse introduite dans la chambre de combustion. L'énergie calorifique dissipée par l'étincelle élève suffisamment la température de la masse gazeuse à son alentour immédiat pour en provoquer l'inflammation, qui propage de manière déflagrante son front de flamme au reste de la masse gazeuse. La chaleur occasionnée par la combustion provoque la dilatation (rapide) de la masse gazeuse, qui repousse le(s) piston(s) — la seule paroi mobile dans la chambre de combustion — fournissant le moment de couple moteur. Ce moment de couple C, multiplié par la fréquence de rotation du moteur ω, produit la puissance mécanique Pméca de ce dernier (Pméca = C·ω).

## Point d'allumage
La pression maximale interne à la chambre de combustion se produit à la fin de la combustion du mélange carburé. Pour en tirer le meilleur parti, la combustion doit démarrer peu de temps après le point mort haut (PMH), lorsque le piston commence sa redescente. La combustion n'étant pas instantanée, elle doit commencer un peu avant le PMH. Ce réglage de l'avance à l'allumage est défini par l'angle de rotation de l'arbre moteur (vilebrequin), par rapport au point où jaillit l'étincelle de celui du PMH. On parle de « degrés angulaires » d'avance à l'allumage par rapport au PMH, voire avant PMH).
Un excès d'avance à l'allumage engendre des pressions et des températures excessives dans le(s) cylindre(s). Dans certains cas de fonctionnement (point chaud, excès d'avance à l'allumage, ou compression(s) trop élevée(s) par exemple), la combustion peut se produire de manière anormale : le mélange air/carburant s’enflammant spontanément mais de manière sporadique dans le(s) cylindre(s) avant l'étincelle de la bougie, ou en aval du front de flamme après un allumage et un début de combustion normal. C'est le phénomène de « cliquetis ».
Les conditions de fonctionnement moteur variant, il est nécessaire d'adapter en permanence l'avance à l'allumage en fonction des paramètres fonctionnels moteur (régime moteur, remplissage des cylindres, température moteur et échappement, température de l'air admis dans le(s) cylindre(s), présence ou non de cliquetis, altitude, etc.).
Calcul de l'avance à l'allumage :
{\displaystyle Angle={\frac {n\times 360}{60\times 1\,000}}}
avec {\displaystyle n}, le nombre de tours par minute.
Cette formule mathématique est une base théorique qui nécessite de nombreuses heures d'essais des moteurs sur bancs afin d'affiner ces valeurs permettant des valeurs de couples, puissances, et rendement moteur optimales, et surtout d'adapter les moteurs à leur destination finale (compétition, tourisme, plaisance, etc.).
L'avance à l'allumage a longtemps été réglée manuellement (sur les automobiles d'avant la seconde Guerre Mondiale), grâce à une manette située soit sur le volant, soit sur le tableau de bord. Les automobilistes de l'époque avaient l'habitude de contrôler « à l'oreille » le fonctionnement de leurs moteurs et utilisaient le réglage d'avance à l'allumage pour s'éviter un changement de vitesse (malcommode au temps des boîtes de vitesses dépourvues de synchroniseurs.
On réglait sur pleine avance sur route plate et on diminuait l'avance en attaquant une déclivité. Les motos ont également conservé longtemps un système d'avance manuelle (une petite manette au guidon reliée à la magnéto). Avec le démarrage par kick-starter, une subtile combinaison de réglages d'avance et de carburateur, et parfois différente sur différents exemplaires d'un même modèle de moto, permettait de ne pas trop s'escrimer sur le kick ou de s'éviter un « retour de kick » potentiellement dangereux. La très tranditionaliste firme anglaise  Velocette (disparue en 1972) a été la dernière à monter en série un système d'avance manuelle sur ses gros monocylindres Thruxton 500 cm3 des machines sportives « pour amateurs avertis » au tempérament parfois un peu caractériel.
Par la suite, l'avance à l'allumage fut réglée de manière mécanique plus ou moins fine à l'aide des automatismes situés sur l'allumeur : avance à dépression (par un tuyau relié à la pipe d’admission juste après le volet du (des) carburateur(s)) et avance centrifuge (« masselottes » animées par la force centrifuge à l’intérieur même de l’allumeur).
Aujourd'hui, les calculs exécutés par un calculateur sont plus précis.
Cela permet une plus grande fiabilité à long terme par la disparition d'éléments mécaniques soumis à l'usure, ainsi qu’une précision accrue du déclenchement et de la durée de l'étincelle pour des performances optimales, une moindre consommation spécifique de carburant et une réduction des émissions de gaz polluants dans tous les états de fonctionnement du moteur.

## Particularités de certains systèmes d'allumage
Les constructeurs utilisent parfois un seul système d'allumage pour leurs moteurs, même s'il y a plusieurs cylindres. Dans ce cas, les étincelles sont réparties grâce à un distributeur d'allumage (appelé parfois « Delco » en référence au premier constructeur de ce type de dispositif AC Delco).
Il existe également des systèmes d'allumage qui suppriment complètement tout dispositif mécanique, comme l'allumage indépendant cylindre par cylindre ou par groupe de cylindres. Par exemple, un moteur tricylindre peut avoir trois bobines d'allumage (une par cylindre) chacune fixée sur une bougie, supprimant ainsi les fils haute tension. Cela permet de se passer de distributeur, mais oblige à utiliser plusieurs bobines d'allumage.
Les motos utilisent souvent des bobines à deux sorties, permettant d'utiliser une seule bobine pour deux cylindres sans nécessiter de distributeur/répartiteur : il jaillit une étincelle dans deux cylindres simultanément, l'une des deux se produisant au temps d'échappement, donc sans aucun effet. On parle d'« étincelle perdue ». C'est aussi la solution qui a été retenue pour le moteur de la Citroën 2 CV et tous les moteurs bicylindres à plat Citroën.

## Allumage dit «classique»
Pour les allumages dits « classiques » qui équipaient les automobiles anciennes jusqu'en 1990 pour la France, il s'agit très généralement d'un circuit électrique alimenté sous une tension de 6 ou 12 V continu et qui intègre :
- une batterie d'accumulateur d'une tension de 6 ou 12 V continu ;
- un contacteur à clé, appelé « Neiman » (la société Neiman fabriquait des contacteurs à clé pour automobile par le passé). Ce contacteur met sous ou hors tension le circuit d'allumage ;
- un interrupteur composé de deux parties fixe et mobile (rupteurs anciennement appelés « vis platinées ») : l'élément mobile s'ouvre et se ferme alternativement, commandé par un ou plusieurs cames et en fonction de la position angulaire du moteur. Le rupteur mobile intègre un contact électrique à son extrémité et un toucheau de commande en contact avec les cames de l'allumeur ;
- un condensateur monté en dérivation aux bornes du rupteur ;
- un système de correction de l'avance à l'allumage : très généralement, ce système intègre des masselottes de correction centrifuge et une capsule pneumatique de correction de l'avance à l'allumage en fonction de la charge moteur ;
- une bobine d'allumage composée de deux enroulements inducteurs : un circuit primaire et un circuit secondaire qui génère la tension électrique nécessaire à l'éclatement de(s) étincelles aux électrodes de(s) bougie(s) ;
- un distributeur haute tension qui est chargé de distribuer l'énergie de la bobine d'allumage en fonction de l'ordre d'allumage du moteur (dans le cas de moteurs polycylindres ou ses particularités) ;
- bougie(s) d'allumage : éclateur(s) chargé de transformer à leur(s) électrodes l'énergie issue du système d'allumage, en énergie calorifique générant l'allumage  commandé du mélange air/carburant ;
- faisceaux haute tension : fils isolés et tressés chargés d'acheminer l'énergie du circuit secondaire aux bougie(s) du moteur.

Valeurs physiques usuelles pour ce type d'allumage :
- intensité du courant primaire : 3-4 A ;
- résistance du circuit primaire : 3-4 Ω, résistance du circuit secondaire : 8 kΩ ;
- tension au circuit secondaire : 15 kV ;
- capacité du condensateur : 0,20 μF ;
- bobine d'allumage : primaire 300-500 spires, secondaire 18 000–25 000 spires.

L'allumage classique comporte plusieurs inconvénients :
- intensité primaire limitée par le rupteur : ce qui a une incidence évidence sur l'énergie générée au circuit secondaire de la bobine d'allumage ;
- qualité et précision de l'étincelle aux hauts régimes moteur : elle résulte de la tension et de l'intensité primaire nécessairement basse de ce système et des phénomènes possibles de rebondissement du rupteur mobile ;
- angle de came constant : induit une chute de l'intensité primaire dans la bobine d'allumage aux hauts régimes moteur par manque de temps pour l'atteinte de l'intensité maximale du courant primaire ;
- usure des rupteurs et du toucheau : le rupteur se « dégrade » sous les effets répétés des courants d'extra-rupture, générant des arcs électriques, à chaque ouverture de celui-ci. Il s'ensuit une usure générant un déréglage progressif de l'allumage dans le sens « retard » et une surchauffe de la bobine d'allumage. On parle de « dégradation de la constance du point d'avance » ;
- usure globale des systèmes mécaniques : cames, masselottes, axes, bornes de la tête d'allumeur, etc.

### Détails fonctionnels
Lorsque le rupteur mobile se ferme, le courant croît paraboliquement dans la bobine, de zéro vers un maximum déterminé par la résistance du circuit primaire de la bobine, jusqu'à ce que le rupteur s'ouvre. L'énergie emmagasinée par la bobine est :
{\displaystyle E(t)=1/2\cdot L\cdot I^{2}}
où :
- E est l'énergie en watts (W) ;
- L est l'inductance en henrys (H) ;
- I est l'intensité du courant en ampères (A).

Ainsi, l'énergie emmagasinée par la bobine d'allumage va diminuer avec le régime moteur : moins de temps pourra être accordé à l'augmentation de l'intensité dans le circuit électrique primaire à mesure que la durée des cycles ouverture/fermeture des rupteurs diminue. Comme le courant parcourant la bobine continue à circuler (c'est une inductance), il charge la capacité parasite de l'inductance ainsi que le condensateur additionnel et la tension monte. Le condensateur monté en parallèle avec le rupteur sert uniquement à absorber la tension de disrupture qui apparaît à l'ouverture du rupteur. Elle peut atteindre 300 V au primaire de la bobine, ce qui peut correspondre à 10 000 V au secondaire. Cette montée est extrêmement rapide, de l'ordre de 10 µs. Ces 10 kV peuvent être suffisants pour faire naitre aux bornes des électrodes de la bougie l'étincelle qui s'y produit.
Un oscillogramme permet d'analyser le signal électrique aux bornes du circuit secondaire et d'y voir les différentes phases suivantes (par ailleurs valables également dans le cadre du fonctionnement des autres systèmes d'allumage or considération de la présence des rupteurs et condensateur du système « classique ») :
1. Tension d'ionisation : elle est l'image de l'énergie fournie par la bobine d'allumage. La pointe correspond à la tension d'ionisation proprement dite. La raideur de la pente est un facteur de bon état du système : on y décèle en outre un défaut du condensateur ;
2. Tension d'arc : a lieu pendant la durée de l'étincelle aux électrodes de la (les) bougie(s) : la surface de cette zone est représentative de la durée de l'étincelle et de l'écartement des électrodes ;
3. Travail de la bobine : phase d'amortissement pendant laquelle l'énergie résiduelle de la bobine se dissipe sous forme d'oscillations amorties de courant et de tension ;
4. Tension inverse à la fermeture des rupteurs : l'établissement du courant primaire induit une variation de flux auquel est soumis le bobinage secondaire. Une force électromotrice induite apparait au [Où ?] ;
5. La dernière phase est celle des rupteurs à nouveau fermés : tension primaire U1 = 0 aux bornes de la bobine, donc U2 = 0.

On y décèle des défauts de dissymétries de cames, des défauts de réglages de l'angle de came, des rebondissements de rupteurs.

#### Remarques
Une erreur fréquente consiste à tester un allumage avec des bougies à l'air libre, donc soumise à la pression atmosphérique et d'en tirer des conclusions sachant que la tension de claquage est proportionnelle à, principalement, la pression dans la chambre de combustion et à l'écartement des électrodes de la bougie considérée.
Ainsi, la tension de claquage d'une bougie considérée peut varier d'à peine 1 000 V à l'air libre à 10 kV dans un moteur ayant un taux de compression de 10/1.
Concernant ce sujet, de nombreuses informations incorrectes sont communément répandues, essentiellement en raison de la grande difficulté technique à obtenir des oscillogrammes corrects. Ainsi, on a pu trouver à la vente des allumages électroniques à haute tension (25 kV par exemple) alors que la tension de claquage ne peut dépasser 10 kV de par l'écartement des électrodes, ou des allumages à haute fréquence car les concepteurs croyaient que les oscillations amorties qui apparaissent après la fin de l'arc étaient utiles.

## Allumage électronique
Un allumage électronique est une évolution de l'allumage classique par batterie/bobine d'un moteur à allumage commandé où tout ou partie du système a été remplacé par des composants électroniques statiques et sans usure pour certains.
1) Une première évolution de l'allumage classique a été son assistance par un module d'allumage visant à supprimer ses carences les plus marquées : le système rupteur/condensateur empêchant une intensité primaire suffisamment élevée, et par voie de conséquence une énergie secondaire suffisante sur toute la plage des régimes moteur.
Ce système a été appelé allumage transistorisé à rupteurs ou électronique de première génération. Ici le rupteur est connecté à un module où il ne sert plus que de déclencheur. Il est désormais traversé par un courant de commande bien plus faible, de l'ordre de 200 mA. Ce courant va déclencher un transistor de commutation en le bloquant/débloquant successivement. Le courant primaire de la bobine d'allumage sera ici rompu de manière quasi-instantanée. Il en résulte pour avantages une usure nettement plus faible des contacts des rupteurs, une inutilité du condensateur, une constance du point d'avance améliorée par la quasi-absence de tension de self aux bornes des rupteurs et une tension secondaire disponible nettement plus élevée à tous les régimes moteur. Les inconvénients restent ceux inhérents au système « tout mécanique » : l'usure du toucheau qui ne manquera pas d'entacher la précision du point d'avance, et du reste du système mécanique.
2) Les allumages transistorisés inductifs ou à effet Hall, dits « de deuxième génération » : suppression complète des rupteurs, du condensateur et des cames de commande du rupteur. Le système est ici inductif (générateur d'impulsions dans l'allumeur ou sur le vilebrequin) ou à générateur à effet Hall, tous deux produisant des signaux sinusoïdaux. Ces signaux seront amplifiés par un module amplificateur afin que ce dernier reconnaisse à tous moments la vitesse et la position du moteur et adapte le point d'allumage correctement. Ce module est également capable de couper le courant primaire en cas d'oubli de coupure du contact et évite ainsi tout risque de chauffe excessive de la bobine d'allumage (« coupure du courant de repos »). Il permet en outre le passage d'un courant d'environ 9A dans le circuit primaire. Avantages : suppression totale des points de contacts du circuit primaire donc plus d'usure : plus d'entretiens ; constance des signaux et du point d'allumage, angle de came variable car calculé par le module à tous moment, amélioration perceptible de la tension secondaire disponible. Aussi, ce système a fréquemment été couplé à une ou plusieurs bobines d'allumage dites « jumostatiques » permettant de s'affranchir du distributeur haute tension et du faisceau d'allumage (système dit « à étincelle perdue »). Inconvénients : inhérents aux systèmes précédents dans leurs composants mécaniques pour les systèmes qui les ont conservés.
3) Les allumages électroniques cartographiques : c'est un microprocesseur qui ici a en mémoire une cartographie tridimensionnelle d'avance à l'allumage. En fonction du régime moteur et de la dépression régnant dans le collecteur d'admission (paramètres d'entrée dans la cartographie), le système adapte un point d'avance à l'allumage très précisément. Il a même été intégré à ce système un capteur de cliquetis et de température de liquide de refroidissement moteur pour davantage de précisions et de corrections. Avec ce système : suppression complète du système basse tension, précision accrue de l'avance à l'allumage, intégration de paramètres correctifs supplémentaires, économies de carburant, démarrage satisfaisant par tous le temps et pas d'entretien si ce n'est peut-être avec son vieillissement, le tube de dépression reliant le collecteur d'admission à la capsule pneumatique. Comme pour le système précédent, une suppression de la distribution dynamique de la haute tension a été mise au point sur certains systèmes pour parfaire la fiabilité et la précision.
4) Les systèmes d'allumage actuels : ils intègrent depuis quelques années déjà de nombreux paramètres supplémentaires par le multiplexage. Ce sont les systèmes où les multi-carburants sont possibles (essence et bioéthanol), tout comme la prise en considération de la pollution, de la température des gaz d'échappement, du style de conduite pour un véhicule automobile, etc. Les systèmes d'allumage de véhicules automobiles ont complètement abandonné tout dispositif dynamique ou soumis à l'usure. Les avaries ne sont plus dues qu'aux pannes de composants électroniques, calculateurs, surtensions, problèmes électriques divers ou des ruptures d'alimentation/masse qui entachent le fonctionnement de tels systèmes intégrés à d'autres ensembles et capables d'auto-diagnostic.
Il existe également un autre système d'allumage, le système « CDI » plus rarement monté sur les véhicules automobiles (Porsche a utilisé cette technologie, entre autres).
Voir Allumage à décharge capacitive.